# 4126 Mashu
4126 Mashu је астероид чија средња удаљеност од Сунца износи 3,207 астрономских јединица (АЈ).
Апсолутна магнитуда астероида је 11,7.